# 蔡德才

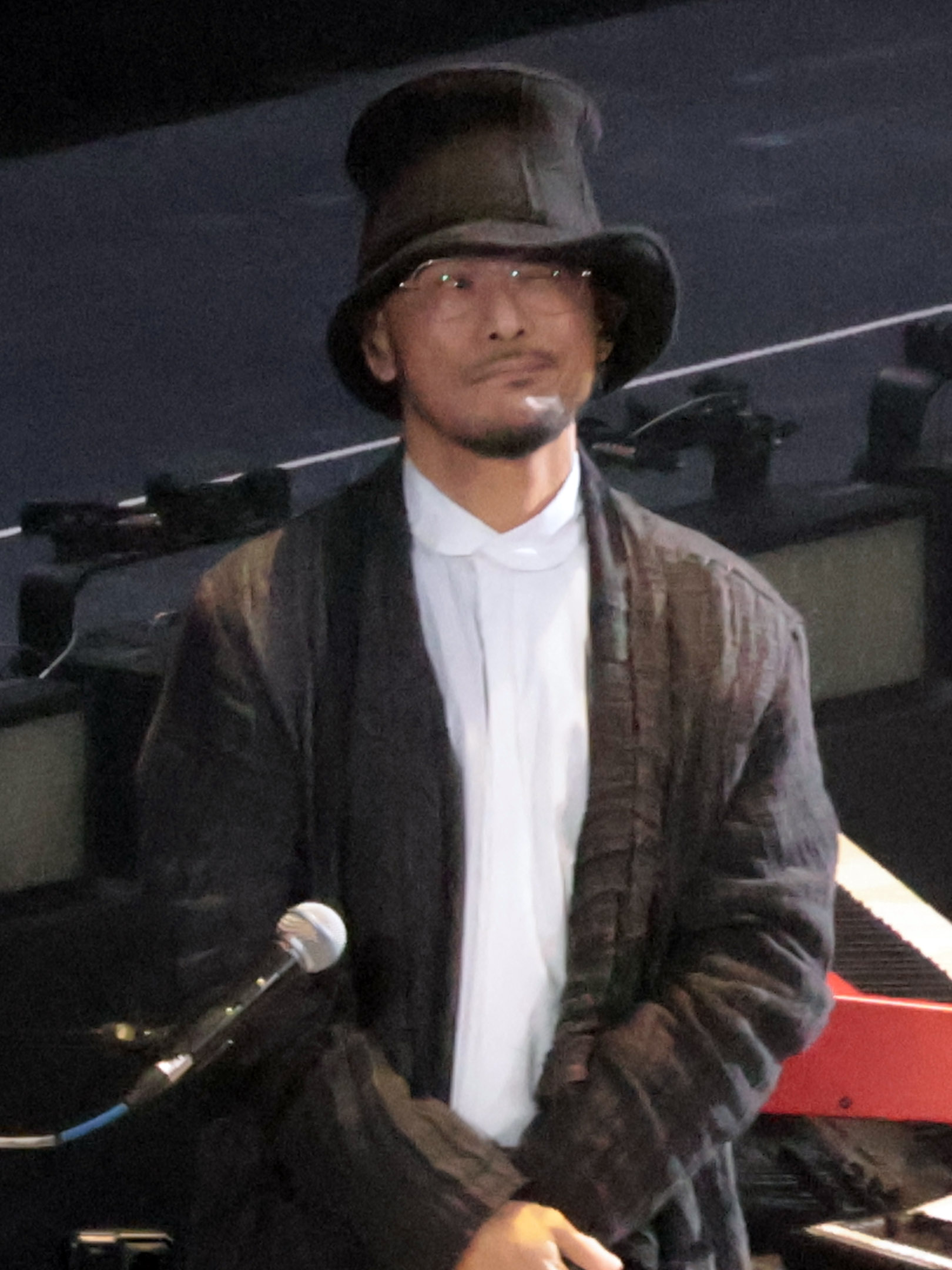
2024年3月3日，蔡德才在香港體育館《陳蕾演唱會 2024 【念】》中擔任音樂總監

蔡德才是一名香港作曲、編曲家、監製，1991年為藝人黃耀明（人山人海的命脈人物）發掘入行。

## 幕後作品

### 1992年
- 黃耀明 - 哪裡會是個天堂（曲、編、監）
- 黃耀明 - 你真偉大（曲、編、監）
- 黃耀明 - 天天向上（曲、編、監）[註 1]

### 1993年
- 黃耀明 - 每天你愛多一些（曲、編、監）[註 2]
- 黃耀明 - 借借你的愛（曲、編、監）[註 1]
- 黃耀明 - 花非花（曲、編、監）[註 1]
- 黃耀明 - 邊走邊唱（曲、編、監）[註 1]
- 黃耀明 - 愛比死更冷（曲、編、監）[註 1]

### 1994年
- 郭富城 - 你是我的1/2（曲、編、監）

### 1995年
- 許秋怡 - 電影少女（曲、編、監）
- 許秋怡 - 電影少女（Sound Track Version）（曲、編、監）
- 黃耀明 - 一千場戀愛（曲、編、監）[註 3]
- 黃耀明 - 春光乍洩（曲、編、監）[1][註 4]
- 黃耀明 - 下世紀再嬉戲（曲、編、監）[註 4]

### 1996年
- 梅艷芳 - 我們都哭了（曲、編、監）
- 陳奕迅/楊千嬅/何超儀/海俊傑 - 我們不哭了（曲、編、監）
- 莫文蔚 - 色情男女（曲、編、監）
- 莫文蔚、陳小春 - 色情男女（合唱版）（曲、編、監）

### 1997年
- 黃耀明 - 你沒有好結果（編、監）[註 5]
- 黃耀明 - 容易受傷的女人（編、監）[註 5]
- 黃耀明 - 勇敢的中國人（編、監）[註 5]
- 黃耀明 - 人山人海（曲、編、監）[註 6]
- 楊千嬅 - 直覺（編、監）
- 楊千嬅 - 缺陷美（監）
- 楊千嬅 - 直覺（Easy Listening Mix）（編）
- 楊千嬅 - 數你（曲、編）

### 1998年
- 楊千嬅 - 台北夜沒有車（編、監）[註 7]

### 1999年
- 莫文蔚 - 回家（編）
- 莫文蔚 - 我想愛（編）
- 楊千嬅 - 有發生過（編、監）
- 楊千嬅 - 冰點（編、監）[註 8]
- 楊千嬅 - 冬天的故事（編、監）
- 楊千嬅 - 零號（曲、編、監）
- 鄭秀文 - 很愛恨愛（曲、編、監）
- 鄭秀文 - 甜（監）
- 蘇慧倫 - 開門（編）

### 2000年
- 莫文蔚 - 水色（編、監）[註 3]
- 莫文蔚 - 吸煙不吸煙（監）[註 9]
- 黃耀明 - 下一站天國（曲、編、監）[註 4]
- 黃耀明 - 罅隙（曲、編、監）[註 3]
- 黃耀明 - 心頭好（曲、編、監）[註 10][註 3]
- 楊千嬅 - 可人兒（監）[註 11]
- 楊千嬅 - 良性反應（監）
- 楊千嬅 - 離題萬丈（監）[註 12]
- 鄭秀文 - Ladies First（監）
- 鄭秀文 - 兒童不宜（監）
- 鄭秀文 - 珠光寶氣（監）
- 鄭秀文 - 快樂不快樂（編、監）
- 鄭秀文 - 七日鮮（曲、編、監）
- 許如芸 - 難得好天氣（編、監）

### 2001年
- 丁菲飛 - 紅眼症（曲、編、監）[註 4]
- 方力申 - 一周年（編、監）
- 伊能靜 - 分裂（曲、編、監）
- 梁詠琪 - 西貢小姐（編、監）
- 梁漢文 - 默片（編）
- 許志安 - 忘了你是誰（曲、編、監）
- 陳司翰 - 18/22（監）
- 陳司翰 - 愛與和平（監）
- 陳司翰 - 名廠設計（監）
- 陳司翰 - 擺花街一號（監）
- 陳司翰 - 男孩像我（監）
- 陳奕迅 - 他一個人（曲、編）
- 楊千嬅 - 罐頭湯（監）
- 楊千嬅 - 紫色（監）[註 13]
- 楊千嬅 - 深紫色（曲、編、監）[註 13]
- 楊千嬅 - 假如讓我說下去（編、監）
- 楊千嬅 - 亂唱的歌（監）
- 鄭秀文 - 那天你愉快嗎？（曲、編、監）
- 鄭秀文 - 人間定格（監）
- 鄭秀文 - 艷遇（曲、編）
- 鄭秀文 - 我好感動（監）[註 14]

### 2002年
- at17 - The Best is Yet to Come（監）[註 5]
- at17 - 我愛班房（編、監）[註 5]
- at17 - 他和她的事情（監）[註 5]
- at17 - At Seventeen（編、監）[註 5]
- at17 - 你有自己一套（監）[註 5]
- at17 - Meow Meow Meow（監）[註 5]
- at17 - 唱歌（編、監）[註 5]
- at17 - 我愛班房（Band房mix）（編、監）[註 5]
- at17 - 黑羊（監）[註 5]
- at17 - 始終一天（編、監）[註 5]
- 方力申、李彩樺 - 緣份（編、監）
- 谷祖琳 - 同機蜜友（監）[註 9]
- 陳司翰 - 脫胎換骨（監）[註 15]
- 陳慧珊 - 抱緊眼前人（編）[註 16]
- 楊千嬅 - 香港小姐（監）[註 17]
- 楊千嬅 - 友誼小姐（曲、編、監）
- 楊千嬅 - 男女關係科（監）[註 17]
- 楊千嬅 - 勇（監）[註 17]
- 楊千嬅 - 適量運動與均衡飲食（監）[註 18]
- 楊千嬅 - 還未夠快（曲、編、監）
- 楊千嬅 - 不信愛有罪（編、監）
- 楊千嬅 - 慢．熱……北海道夏（監）[註 17]
- 楊千嬅 - 談談情、探探聽（監）[註 17]
- 楊千嬅 - 笑中有淚（監）[註 17]
- 楊千嬅、蔡德才 - 小飛俠（曲、編、監）[註 17]
- 楊千嬅、林　峯 - 心仍是冷（編、監）
- 鄭秀文 - 實不相瞞（曲、編、監）
- 鄭秀文 - 神奇女俠（監）[註 19]
- 鄭秀文 - 我也有那個需要（編、監）[註 20]

### 2003年
- at17 - 三分鐘後（曲、編、監）
- at17 - Never Been Kissed（編、監）[註 21]
- at17 - 你好嗎（編、監）
- at17 - Lost in L.A.（編、監）[註 22]
- 黃耀明 - 我的二十世紀（曲、編、監）[註 5]
- 黃耀明 - 艷陽天（編、監）[註 3]
- 黃耀明 - 新浪漫（監）[註 9]
- 楊千嬅 - 龍爭虎鬥（監）[註 5]
- 楊千嬅 - 飛女正傳（曲、監）
- 楊千嬅 - 娃娃夫人（曲、編、監）[註 23]
- 楊千嬅 - 魂斷威尼斯（監）[註 5]
- 鄭秀文 - 仙樂都（編、監）

### 2004年
- 楊千嬅 - 的士司機（曲、編、監）
- 楊千嬅 - 柳媚花嬌（監）[註 17]
- 楊千嬅 - 偷吻杜魯福（監）[註 24]
- 蔡德才 - 一切塵世的享樂（曲、編、監）
- 鄭秀文 - 馴悍記（監）[註 25]
- 鄭秀文 - 世界之最（你願意）（監）
- 鄭秀文 - 調情（Bossa Mix）（監）
- 鄭秀文 - 偷聽器（監）[註 26]
- 鄭秀文 - 傳聞投票（監）[註 26]
- 鄭秀文 - 傷（監）
- 鄭秀文 - 世界之最（我願意）（監）
- 鄭秀文 - 調情（監）
- 鄭秀文 - 超速駕駛（監）[註 19]
- 鄭秀文 - 美味關係（監）
- 鄭秀文 - 多得他（監）[註 27]
- 鄭秀文 - 喜歡戀愛（監）
- 鄭秀文 - 我這樣愛你（監）
- 鄭秀文 - 喜歡戀愛（More Than Words Version）（監）

### 2005年
- at17 - Don't Worry（編、監）[註 28]
- at17 - 才女（監）
- at17 - 無家想歸（編、監）[註 29][註 3]
- at17 - 守望杜田（編、監）[註 30]
- at17 - 又美麗又可愛（編、監）[註 31]
- at17 - 女扮男生（國）（監）[註 32]
- at17 - 請你不要睡好嗎？（國語）（曲、監）
- at17 - I'd go back（編、監）[註 29][註 3]
- 楊千嬅 - 超齡（編、監）
- 楊千嬅 - 詭異（監）
- 楊千嬅 - 長信不如短訊（監）
- 楊千嬅 - 我等我在（監）[註 17]
- 楊千嬅 - 扭到十（監）[註 17]
- 楊千嬅 - 風采依然（曲、編、監）
- 楊千嬅 - 長恨哥哥（監）[註 17]
- 薛凱琪 - 我想留低（編）
- 薛凱琪 - 白色戀人（曲、編）
- 鄭秀文 - 長恨歌（監）[註 3]

### 2006年
- at17 - Sing Sing Sing（編、監）[註 33]
- at17 - 最難唱的情歌[註 17]
- 黃耀明 - 阿姆斯特丹（曲）[註 1]
- 黃耀明 - 流浪者之歌（與黃耀明共同作曲、編、監）
- 梁漢文 - 白日夢（曲、編、監）[註 34][註 35]
- 梁漢文 - Y3（編、監）
- 許志安 - 大愛（編、監）
- 許志安 - 任白（曲、編、監）
- 許志安 - 大愛（Larger Than Life String Quartet Mix）（監）
- 薛凱琪 - 夢遊（編）

### 2007年
- 何韻詩 - 睡王子（粵）
- 何韻詩 - 睡王子（國）（Piano Version）
- 容祖兒 - 渴望晨曦的女孩
- 鄭秀文 - 愛情萬歲（編、監）
- 鄭秀文 - 她們說（編、監）

### 2008年
- 江若琳 - 鬥氣（編）
- 黃耀明 - 同一個世界（編、監）[註 3]
- 楊千嬅 - 明日再會（監）[註 17]
- 楊千嬅 - 嬅麗緣（監）[註 17]
- 鄭秀文 - 有一種快樂（編、監）
- 鄭秀文 - 捉迷藏（粵）（編、監）
- 鄭秀文 - 捉迷藏（國）（編、監）

### 2009年
- 鄭秀文 - 叮叮噹（監）
- 鄭秀文 - 信者得愛（粵）（監）
- 鄭秀文 - 上帝早已預備（粵）（監）
- 鄭秀文 - 不要驚動愛情（粵）（監）
- 鄭秀文 - 你愛我（粵）（監）
- 鄭秀文 - 你愛我（國）（監）
- 鄭秀文 - 阿門

### 2010年
- 張　蓮 - 璀璨（編、監）
- 梁詠琪 - 鄰家躲貓貓（編、監）[註 29]
- 楊千嬅 - 斗零踭（編、監）[註 17]
- 楊千嬅 - 我係我（編、監）[註 29]
- 楊千嬅 - 我係我（Remix）（編、監）[註 17]
- 鄭秀文 - 信者得愛（國）（監）
- 鄭秀文 - 上帝早已預備（國）（監）
- 鄭秀文 - 不要驚動愛情（國）（監）
- 盧凱彤 - Summer of Love（監）[註 36]
- 盧凱彤 - 等等（監）[註 37]

### 2011年
- 有耳非文、TickTock Museum - 我們要爆鳥（監）[註 38]
- 麥浚龍 - 無念（編、監）[註 39]
- 黃耀明 - 車路士的男孩（編、監）[註 40][註 3]
- 黃耀明 - 四大發明（曲、編、監）[註 3]
- 黃耀明 - 拂了一身還滿（曲、監）[註 5]
- 黃耀明 - 切爾西的女孩（編、監）[註 40][註 5]
- 楊千嬅 - 白天鵝（編、監）[註 17]
- 蔡卓妍 - 夏宇的愛情（曲、編、監）
- 盧凱彤 - 不脫知女生（監）[註 37]
- 盧凱彤 - 雀斑（監）[註 41]
- 盧凱彤 - 哽咽（編、監）[註 28]
- 盧凱彤 - 荒蕪中起舞（監）[註 37]
- 盧凱彤 - Hey Boy（編、監）[註 42][註 37]
- 盧凱彤 - 人造衛星情人（監）[註 43]
- 盧凱彤 - 大拇指之歌（監）[註 37]
- 盧凱彤 - 一個人回家（編、監）[註 28]
- 盧凱彤 - 卡嚓（監）[註 37]
- 盧凱彤 - 雀斑（The Past Mix）（編、監）[註 28]
- 盧凱彤 Feat. 黃耀明 - 完整（曲、編、監）[註 44]

### 2012年
- 古巨基 - 直到銀婚（曲、編、監）
- 泳　兒 - 很慣很懶（監）[註 25]
- 泳　兒 - 一起去峇里（監）[註 25]
- 泳　兒 - 接近天空的地方（監）[註 25]
- 泳　兒 - 打開窗（監）[註 25]
- 泳　兒 - 冬城（監）[註 25]
- 泳　兒 - 清空（監）[註 25]
- 泳　兒 - 領會（編、監）[註 25]
- 泳　兒 - 萌（監）[註 25]
- 泳　兒 - 暢泳（監）[註 25]
- 泳　兒 - 哪裡（監）[註 25]
- 楊千嬅 - 金絲雀（監）[註 17]
- 楊千嬅 - 翅膀下的風（曲、編、監）[註 45]
- 鄭秀文 - Do Re Mi（粵）（監）[註 25]
- 鄭秀文 - Do Re Mi（國）（監）[註 25]
- 盧凱彤 - 誰（編、監）[註 46][註 37]
- 盧凱彤 - 你根本不是我的誰（監）[註 37]
- 盧凱彤 - 只要美麗（編、監）[註 28]
- 盧凱彤 - 活該活該（編、監）[註 28]
- 盧凱彤 - 了不起（編、監）[註 46][註 37]
- 盧凱彤 - 小霧（監）[註 41]
- 盧凱彤 - 如果還有時間（監）[註 43]
- 盧凱彤 Feat. 盧廣仲 - 玫瑰木（編、監）[註 29][註 43]

### 2013年
- 泳　兒 - 心呼吸（曲、編、監）[註 25]
- 泳　兒 - 我自在（監）[註 25]
- 泳　兒 - 睡前服（編、監）[註 25]
- 泳　兒 - 睡房宣言（監）[註 25]
- 泳　兒 - 深白色（監）[註 25]
- 泳　兒 - 一半床（監）[註 25]
- 泳　兒 - 通電（監）[註 25]
- 泳　兒 - 清潔愛（監）[註 25]
- 泳　兒 - 晚上我是天蠍座（監）[註 25]
- 泳　兒 - 後來（監）[註 25]
- 鄭秀文 - 荒漠甘泉（監）
- 鄭秀文 - 天生一半（監）
- 鄭秀文 - 一追再追（監）
- 鄭秀文 - 火宅之人（監）
- 鄭秀文 - 朝聖（監）[註 14]
- 鄭秀文 - 與神對話（監）
- 鄭秀文 - From Ashes To Beauty（監）
- 鄭秀文 - 起（監）
- 鄭秀文、劉德華 - 盲愛（監）[註 47]
- 鄭秀文、劉德華 - 不盲不愛（監）[註 48]
- 盧凱彤 - 囂張（編、監）[註 49]
- 盧凱彤 - 燈下黑（監）[註 37]
- 盧凱彤 - 圓滑（監）[註 37]

### 2014年
- C AllStar、鄭秀文 - 時間之光（監）[註 50]
- 有耳非文 - 曇花戀（監）
- 周慧敏 - 天盡頭（曲、編、監）
- 黃耀明 - 目的地（曲、編、監）[註 4]
- 鄭秀文 - Bang Bang Bang（監）[註 14]

### 2015年
- 吳雨霏 - 想入非非（曲、編、監）[註 51][註 52]
- 吳雨霏 - 真過份（編、監）[註 52]
- 鄭秀文 - 高山低谷（監）[註 53]
- 盧凱彤 - 廿九歲的遺書（編、監）[註 54][註 37]

### 2016年
- 麥浚龍 - 如來像去（編、監）[註 39]
- 麥浚龍 - 孽（編、監）[註 39]
- 鄭秀文 - 衝過去（編、監）
- 鄭秀文 - 衝過去（Powerful Mix）（監）
- 鄭秀文 - 八公里（監）[註 55]
- 盧凱彤 - 還不夠遠（監）[註 37]
- 盧凱彤 - 我們的皇冠（監）[註 37]
- 盧凱彤 - 賣空氣的人（編、監）[註 29][註 43]
- 盧凱彤 - 無核（編、監）[註 49]
- 盧凱彤 - 卡帶（編、監）[註 37]
- 盧凱彤 - 留一秒（編、監）[註 37]
- 盧凱彤 - 家（監）[註 43]
- 盧凱彤 - 懂事（監）[註 56]
- 盧凱彤 - 你的完美有點難懂並不代表世界不能包容（編、監）[註 29][註 43]

### 2017年
- at17 - Girls Girls Girls（編、監）[註 57][註 58]
- 許廷鏗 - 人曲（編）
- 鄭秀文 - 理智與感情（監）[註 25]
- 盧凱彤 - 歸一（監）[註 37]
- 盧凱彤 - 翻牆（監）[註 37]
- 盧凱彤 - 之所以是你我（編、監）[註 37]

### 2018年
- RubberBand - 發麻（編）[註 59]
- 許廷鏗 - 一句話（監）[註 45]
- 許廷鏗 - 再講一句話（監）[註 45]
- 鄭秀文 - 千年如一日（監）
- 鄭秀文 Feat. Jackson Wang - Creo En Mi（監）
- 盧凱彤 - 荒原（編、監）[註 28]
- 顏卓靈 - 逆成長（編、監）[註 60]
- 陳粒 - 浪味仙地（編、監）
- 王加一 - 麥田的風（編、監）

### 2019年
- 何韻詩 - 代你白頭（編、監）[註 61][註 62]
- 岑寧兒 - fly（編、監）
- 林　聰 - 夏花茶（監）[註 63]
- 林　聰 - 若只如初見（監）[註 64]
- 林　聰 Feat. 何韻詩 - 夜行（監）
- 許廷鏗 - 十（編、監）[註 65]
- 黃耀明、關淑怡 - 快樂到死（監）[註 3]
- 鄭秀文 - 我們都是這樣長大的（監）
- 鄭秀文 - 好好說（監）
- 鄭秀文、鐵樹蘭 - Power Of Love（監）[註 66]
- 盧凱彤 - 光（編、監）[註 28]
- 盧凱彤 - 光之外（編、監）[註 28]
- 盧凱彤 - 圓謊（監）[註 53]
- 盧凱彤 - Come What May（編、監）[2][註 67][註 68]
- 盧凱彤 - 不怕（監）[註 68]
- 謝安琪 - 773312（編、監）[註 39]
- 好妹妹、秦昊、张小厚、陈粒、粒粒、焦迈奇、王加一 - 只記今朝笑（編、監）
- 秦昊 - 天鵝（編、監）

### 2020年
- SoulJase - 藍染（編、監）[註 69]
- 林　聰 - 兼職靈魂（監）[註 64]
- 林　聰 - 主流（監）[註 64]
- 林　聰 - 夜行（國）（監）
- 許廷鏗 - 苦果（監）
- 陳　蕾 - 荒島之幻象（編、監）
- 麥浚龍、謝安琪 - 合唱歌（監）[註 39]
- 麥浚龍、謝安琪 - Epilogue（編、監）[註 39]
- 鄭秀文 - 如何忍眼淚（監）[註 70]
- 王加一 - 狂歡（編、監）
- 王加一 - 喔耶耶耶喔耶耶（編、監）

### 2021年
- ANSONBEAN - you made my day（監）
- 張進翹 - 無可救藥的浪漫（編）[註 71]
- 達明一派 - 誇啦啦（曲）[註 1]
- 達明一派 - 我的男朋友（曲）
- 鄭欣宜 - @princejoyce（監）
- 鄭秀文 - 萬物有時（監）[註 72]
- 鄭秀文 - 無人島（監）
- 鄭秀文 - 螢（監）
- 鄭秀文 - 重生的心聲（監）[註 73]
- 鄭秀文 Feat. SHIMICA - 新造的人（監）
- 關心妍 - 原諒的力量（監）[註 68]
- 好妹妹、秦昊、张小厚、陈粒、粒粒、焦迈奇、王加一、陈婧霏 - 漫漫人生路（編、監）
- 焦邁奇 - 大概是單身的原因（編、監）
- 好妹妹 - 印（編、監）

### 2022年
- 呂爵安 - 攀上天梯的螞蟻（曲、編、監）[註 74]
- 陳珊妮 - 捆縛（編）
- 陳珊妮 - 痛癮（編）
- 陳珊妮 - 他說（編）
- 陳珊妮 - 道歉（編）
- 陳珊妮 - 訪客（編）
- 陳珊妮 - 確幸（編）
- 陳珊妮 - 罪美（編）
- 陳珊妮 - 少女（編）
- 陳珊妮 - 少年（編）
- 陳珊妮 - 理想（編）
- 陳　蕾、岑寧兒 - 言之無物（監）[註 75]
- 黃耀明 - 誇啦啦（曲、監）[註 1][註 32]
- 鄭秀文 Feat. 馮德倫 - 對不起我忘了我愛你（監）[註 76]
- 鄭欣宜 - Glitterfalls（監）

### 2023年
- 陳　蕾 - 以正義之名（監）[註 68]
- 鄭秀文 - 我這樣活了一天（監）[註 77]
- 鄭秀文 - 吃掉悲傷（監）[註 78]
- 鄭秀文 Feat. 魏浚笙 - 致我們的夢想（編、監）[註 79]

### 2024年
- Me& - Me & My Christmas Town（監）
- 李芯駖 - 讓思憶症發作（編、監）
- 何韻詩 - 比生命更大（編、監）[註 80]
- 林家謙 - 有色眼鏡（隱形）（編）
- 陳凱詠 - 百怪夜行的修行（編、監）[註 81][註 82]
- 陳　蕾 - 念（編、監）[註 83]
- 陳　蕾 - 沉沒成本（監）[註 84]
- 黃耀明 - 石沉大海（編、監）[註 3]
- 黃耀明 - 港都夜雨（編、監）[註 3]
- 鄭秀文 - 心魔（監）[註 85]
- 鄭秀文 - 盲盒（監）
- 鄭秀文 - 天下看娃娃（監）[註 86]
- 鄭秀文 - 從前的我們（監）

### 2025年
- COLLAR - Trouble Trouble（監）
- 林家謙 - 春日部（編）[註 87]
- 陳明憙 - 櫻梅桃李（監）
- 陳明憙 Feat. Nature - Midnight Bloom（監）

## 演唱會音樂總監
| 2024 | 3月2-5日 | 陳蕾 | 陳蕾演唱會2024《念》 | 香港紅磡香港體育館 · | 2025 | 8月19-20、22-24、26-27、29-31日 | 林家謙 | White Summer 林家謙演唱會 | 香港紅磡香港體育館 |